# Lucchino Visconti
Lucchino Visconti, född 1287/1292, död 1349, var härskare över Milano från 1339 till 1349. 